# ナタリア・リソフスカヤ
ナタリア・リソフスカヤ（Наталья Лисовская, ローマ字:Natalya Lisovskaya、1962年7月16日 - ）は、ソビエト連邦の陸上競技選手である。1988年ソウルオリンピック女子砲丸投の金メダリストである。バシキール自治ソビエト社会主義共和国アレガジ出身。
リソフスカヤは、1987年に22m63の世界記録を樹立し、この記録は30年以上経った現在でも破られていない。また、女子砲丸投の上位4位までのパフォーマンスは彼女が記録したものである。
リソフスカヤは、ハンマー投の世界記録保持者であるユーリ・セディフと結婚し1女をもうけ、現在パリで暮らしている。

## 主な実績
| 年   | 大会               | 場所                                 | 種目   | 結果 | 記録  |
| ---- | ------------------ | ------------------------------------ | ------ | ---- | ----- |
| 1983 | 世界選手権         | ヘルシンキ(フィンランド)             | 砲丸投 | 5位  | 20m02 |
| 1985 | IAAFワールドカップ | キャンベラ(オーストラリア)           | 砲丸投 | 1位  | 20m69 |
| 1987 | 世界室内選手権     | インディアナポリス（アメリカ合衆国） | 砲丸投 | 1位  | 20m52 |
| 1987 | 世界選手権         | ローマ（イタリア）                   | 砲丸投 | 1位  | 21m24 |
| 1988 | オリンピック       | ソウル（韓国）                       | 砲丸投 | 1位  | 22m24 |
| 1990 | ヨーロッパ選手権   | スプリト（ユーゴスラビア）           | 砲丸投 | 2位  | 20m06 |
| 1991 | 世界室内選手権     | セビリャ（スペイン）                 | 砲丸投 | 3位  | 20m00 |
| 1991 | 世界選手権         | 東京（日本）                         | 砲丸投 | 2位  | 20m29 |

## 自己ベスト
- 砲丸投 - 22m63 (1987年6月7日)